# Sonso de yuca
El sonso de yuca es un platillo boliviano preparado con yuca, queso y otros ingredientes. Es un platillo tradicional de los departamentos de Beni, Pando y Santa Cruz. Posee una cubierta crujiente y un interior esponjoso. Es una comida que se consume en la calle y es parte de la tradición gastronómica de la región oriental de Bolivia.

## Ingredientes y consumo
El ingrediente principal es la yuca, la cual se mezcla con queso rallado, leche, aceite y sal. Estos ingredientes se preparan ya sea en horno, al sartén o a las brasas. Tradicionalmente el sonso se sirve caliente y se acompaña con una taza de café o chocolate cerca a las horas de la siesta.
Desde el año 2002 se realiza anualmente un Festival del sonso en la ciudad de Santa Cruz, en el que se prepara y consume este platillo de manera masiva. El 2021 se preparó un sonso de 10 metros.